# Iwan Iwanowitsch Ochlobystin

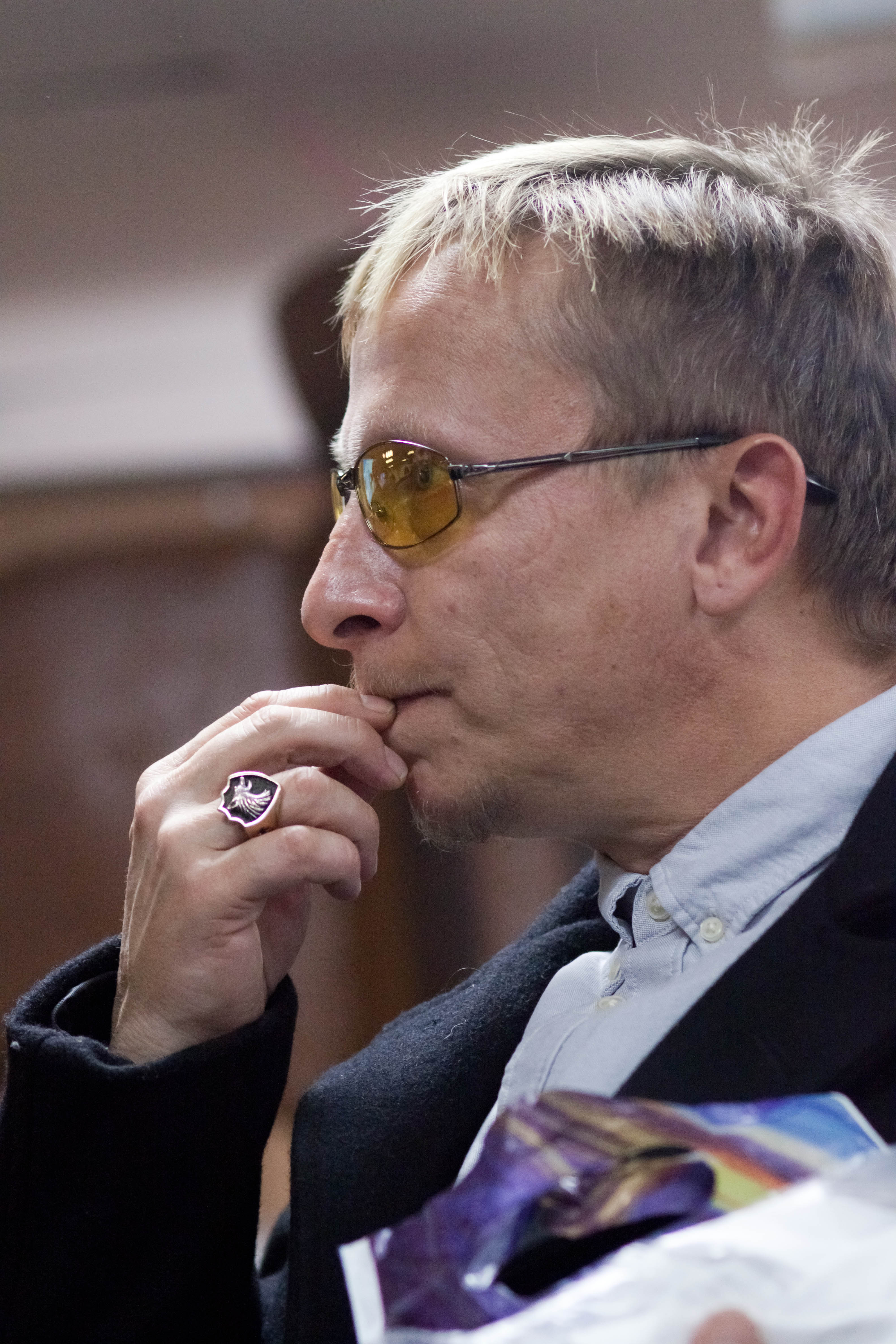
Iwan Iwanowitsch Ochlobystin (September 2017)

Iwan Iwanowitsch Ochlobystin (russisch Ива́н Ива́нович Охлобы́стин; *  22. Juli 1966 im Ferienhaus „Polenowo“, Oblast Tula) ist ein russischer Schauspieler, Regisseur, Dramaturg und Oppositionspolitiker. Darüber hinaus ist Ochlobystin ein beurlaubter russisch-orthodoxer Priester. In Russland ist er der Öffentlichkeit in seiner Rolle als Andrej Jewgenjewitsch Bykow in der Krankenhausserie Interny bekannt geworden.

## Lebensweg und erste Erfolge
Die Eltern von Iwan Ochlobystin hatten einen Altersunterschied von 39 Jahren. Sein Vater, Iwan Iwanowitsch Ochlobystin (1906–1994), war Chefarzt. Seine Mutter, Albina Iwanowna Beljewa (* 1945), war Ökonomin und Ingenieurin.
Nach seinem Schulabschluss studierte Ochlobystin am Gerassimow-Institut für Kinematographie. Nach seinem Wehrdienst in der Armee – er war bei den Raketentruppen in Rostow am Don stationiert – kehrte Ochlobystin wieder an das Institut zurück und war nebenbei in sozialen Einrichtungen engagiert. 1992 schloss er sein Studium an der Filmregie-Abteilung des Gerassimow-Instituts ab. Sein Debüt als Schauspieler hatte Ochlobystin im Kurzfilm „Noga“ (Нога, dt. „Fuß“). Dafür erhielt er eine Auszeichnung beim Filmfestival „Jugend 91“. Die erste von Ochlobystin geschriebene Szene war im Film „Urod“ (dt. „Missgeburt“) enthalten. Auch hierfür erhielt er eine Auszeichnung namens „Grüner Apfel, goldenes Blatt“.
Der erste Film, der komplett unter der Regie von Iwan Ochlobystin aufgenommen wurde, war „Arbitr“. Das Werk erhielt die Auszeichnung „Kinotower“ in der Kategorie „Filme für Auserwählte“. Sein Debüt im Theater vollzog Ochlobystin am 16. Februar 1996 im Moskauer Künstlertheater.

## Der Weg in den Klerus
Obwohl die Eltern von Iwan Ochlobystin überzeugte Kommunisten und Atheisten waren, ließ er sich im Alter von 15 Jahren orthodox taufen. Er bezeichnete sich schon seit seiner Taufe als gläubiger orthodoxer Christ, besuchte die Kirche aber nur sporadisch.
Da sein Schauspielerberuf Ochlobystin nach eigenen Angaben moralisch nicht ausfüllte, begab er sich 2001 in die Usbekische Eparchie der Russischen Orthodoxen Kirche in Taschkent und ließ sich dort zum Priester ausbilden. Dabei nahm er den kirchlichen Namen Ioann an.
Von 2002 bis 2005 war Ochlobystin als Priester in der Kirche des Heiligen Nikolai im Moskauer Stadtteil Samoskworetschje eingesetzt.

## Rückkehr auf die Filmbühne

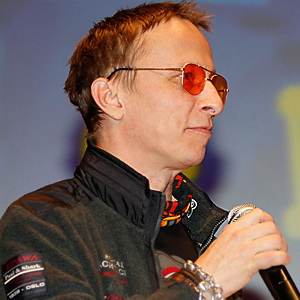
Iwan Ochlobystin während der Premiere des Zeichentrickfilms „Schneekönigin“ im Dezember 2012

Im Jahr 2008 kehrte Iwan Ochlobystin auf die Filmbühne zurück. Der erste Film, in dem er aus Schauspieler auftrat, war „Zagowor“ (dt. „Verschwörung“), in dem er Grigori Jefimowitsch Rasputin spielte.
Dass Ochlobystin neben seiner Tätigkeit als Priester auch als Schauspieler auftrat, stieß in der orthodoxen Kirche auf geteilte Meinungen, wurde aber noch toleriert.
Doch seine Rolle im Film „Zar“ (2009), wo Ochlobystin den Hofnarren von Iwan dem Schrecklichen spielte, sorgte in der Kirche für Empörung. Beschwerden kamen sowohl von den Geistlichen als auch von den orthodoxen Gläubigen selbst.
Ende 2009 verfasste Ochlobystin einen Brief an den russisch-orthodoxen Patriarchen Kyrill I., wo er um seine Beurlaubung als Priester bat. Kyrill I. kam dieser Bitte nach und löste Ochlobystin im Februar 2010 von seinem Priesteramt. Kyrill I. fügte hinzu, dass Iwan Ochlobystin sich zwischen Kirche und Schauspielkunst entscheiden solle. Beides könne man nach kirchlicher Auffassung nicht vereinbaren.
Im März 2010 schaffte Ochlobystin mit der Krankenhaus-Comedy-Serie Interny seinen persönlichen Durchbruch. Die Serie erreichte in Russland, Weißrussland, Kasachstan sowie in der Ukraine eine ungeheure Beliebtheit.
Von Dezember 2010 bis Januar 2014 war Ochlobystin kreativer Direktor bei der russischen Einzelhandelskette „Ewroset“.
2011 hatte Ochlobystin sein Debüt als Synchronsprecher. In der russischsprachigen Synchronisation des Films Rango lieh er seine Stimme der Texas-Klapperschlange Jake.
Vom 21. Januar bis zum 25. Juni 2012 moderierte Iwan Ochlobystin die Sendung „Erste Klasse“ auf dem Fernsehsender Perwy kanal.

## Politische Betätigung
In seiner politischen Einstellung bezeichnet Ochlobystin sich als zartreuen Monarchisten. Am 5. September 2011 kündigte er auf einer Pressekonferenz mit der Nachrichtenagentur Interfax seine Kandidatur bei den Russischen Präsidentschaftswahlen 2012 an. Zwei Wochen später widerrief er seine Ankündigung jedoch.
Am 18. April 2012 gründete Ochlobystin eine eigene Partei namens „Koalition Himmel“ (russ. Коалиция небо). Die Partei hat nach Angaben des Gründers Iwan Ochlobystin eine monarchistische, national-patriotische und christlich-orthodoxe Ausrichtung. Sie fordert unter anderem die Wiedereinführung des russischen Zarentums. Im Rahmen seiner Parteigründung wurde Ochlobystin von Eduard Limonow unterstützt.
In der Debatte um Pussy Riot setzte sich Ochlobystin für das feministische Punkrock-Kollektiv ein. Er schrieb im Juli 2012 einen offenen Brief an Patriarch Kyrill I. und drückte darin aus, dass die Art und Weise, wie man mit den Mädchen von Pussy Riot verfahre, der Russisch-Orthodoxen Kirche Schaden zufüge. „Mit jedem Tag, an dem die Teilnehmerinnen der Gruppe Pussy Riot im Gefängnis sitzen, verliert die Russische Orthodoxe Kirche die Unterstützung dutzender Christen im Alter von 16 bis 60 Jahren“, schrieb Ochlobystin in dem offenen Brief.
Am 14. August 2012 wurde bekannt, dass Iwan Ochlobystin Vorsitzender des Höchsten Rates der Partei Rechte Sache werden soll. Allerdings ist Ochlobystin selbst nicht Mitglied dieser Partei.
Ochlobystin äußerte sich über Homosexuelle mit den Worten „Ich würde sie alle lebendig in den Ofen schieben.“ Er könne als gläubiger Mensch diesem „Sodom und Gomorrha“ nicht zusehen. „Das ist eine ständige Gefahr für meine Kinder.“
Am 7. Januar 2014 wandte sich Ochlobystin mit einem Schreiben an den russischen Präsidenten Wladimir Putin mit der Bitte, die Ausübung homosexueller Praktiken unter Strafe zu stellen. Hierzu soll Ochlobystins Meinung zufolge der Straftatbestand „Beischlaf mit Männern“, den es bereits in der Sowjetunion gab, wiedereingeführt werden. Gleichzeitig kritisierte Ochlobystin das im Juni 2013 eingeführte Gesetz über die „homosexuelle Propaganda“, da dieses an sich bereits Werbung für Homosexualität darstelle.
Seit Mai 2014 gehört Iwan Ochlobystin dem Isborsk-Klub an.
Am 25. Oktober 2014 verhängte Lettland ein Einreiseverbot gegen Iwan Ochlobystin. Der lettische Außenminister begründete das Einreiseverbot für Ochlobystin mit „Aufstachelung zum ethnischen Hass“. Im November 2014 verhängte auch Estland ein Einreiseverbot gegen Ochlobystin.
Im August 2015 stufte der ukrainische Geheimdienst SBU Ochlobystin als „Gefahr für die ukrainische Landessicherheit“ ein.
Im Rahmen der Feierlichkeiten zur Russischen Annexion der Süd- und Ostukraine am 30. September 2022 auf dem Roten Platz in Moskau trat Ochlobystin mit einer Rede auf. Dabei „forderte er die Ausrufung eines ‚Heiligen Krieges‘ gegen die Ukraine und den Westen“. Seit Juni 2024 steht Ochlobystin auf der Sanktionsliste der Europäischen Union.

## Privates
Iwan Ochlobystin sammelt antike Jagdgewehre. Er ist Mitglied in der „Union der Jäger und Angler Russlands“. Zu seinen weiteren Hobbys gehört das Schachspiel. Zwischen 2005 und 2008 beschäftigte er sich mit der japanischen Kampfkunstart Aikidō.
Seit 1995 ist Ochlobystin mit seiner Schauspielkollegin Oksana Arbusowa verheiratet. Das Paar hat sechs Kinder – zwei Söhne (Wassili und Sawwa) und vier Töchter (Anfissa, Ewdokija, Warwara und Ioanna). Die Familie lebt in Moskau.
Am 3. Oktober 2013 starb Ochlobystins jüngerer Halbbruder Stanislaw bei einem Verkehrsunfall.